# Markova Sušica
Markova Sušica (en macedonio: Маркова Сушица) es un pueblo situado dentro del municipio de Studeničani, cerca de Skopie, en Macedonia del Norte. La localidad es conocida por ser la cuna del filatélico Sadettin Dilbilgen, amigo de infancia del padre de la patria turca, Kemal Atatürk. Dentro del término municipal se encuentra el monasterio de Marko, fundado en 1346.

## Demografía
Según el censo nacional de 2002, el pueblo contaba con 53 habitantes, de los cuales 50 eran macedonios; 2 eran serbios; y 1 pertenecía a otra etnia.
En el censo de 2021, la población ascendía a 65 habitantes: 28 turcos, 25 macedonios, 2 serbios, 1 albanés y 9 personas pertenecientes a otras etnias.  

## Personajes ilustres
- Sadettin Dilbilgen, filatelista